# Publio Attio Varo
Publio Attio Varo (latino: Publius Attius Varus; ... – 45 a.C.) è stato un politico e militare romano, combatté contro Cesare durante la guerra civile, fino alla morte avvenuta nella battaglia di Munda.

## Biografia
Ottenne la pretura non più tardi del 53 a.C. Nessun'altra indicazione nel suo cursus honorum è stato riscontrato in precedenza. In seguito ottenne la propretura come governatore della provincia romana dell'Africa, almeno dal 52 a.C.
Allo scoppio della guerra civile, Varo, facente parte degli optimates, si trovava a Osimo, poiché stava facendo la leva in tutto il Picenum, mandando in giro dei senatori. I decurioni di Osimo, quando vennero a sapere dell'arrivo di Gaio Giulio Cesare, che poco prima aveva passato il Rubicone, rivolgendosi ad Attio Varo, dissero che i cittadini del municipio non potevano tollerare che il conquistatore della Gallia dovesse rimanere fuori dalle mura della città, «un comandante della repubblica tanto benemerito, che aveva compiuto così grandi imprese». Varo, scosso dal loro discorso, preferì condurre fuori dalla città il proprio presidio e ritirarsi, ma l'avanguardia di Cesare lo intercettò e attaccò battaglia. Varo venne, poco dopo, abbandonato dai suoi, che in parte preferirono far ritorno a casa, in parte andarono a rimpolpare le file dell'esercito di Cesare. Tra questi vi era anche un certo Lucio Pupio, centurione primipilo, che in passato aveva militato nell'esercito di Gneo Pompeo. Cesare, dopo aver lodato i soldati di Attio Varo, permise a Pupio di andare via libero, mentre ringraziò gli Osimati per questo loro gesto che non avrebbe dimenticato.
E quando Pompeo abbandonò l'Italia per l'Epiro, Varò si recò in Africa e prese possesso della provincia che era stata invece attribuita al cesariano Lucio Elio Tuberone con lo scopo di ottenere forniture di grano. Varo era fuggito in Africa e l'aveva, pertanto, occupata di sua iniziativa, visto che il nuovo governatore non vi era ancora giunto. Aveva poi arruolato due nuove legioni, conoscendo i luoghi. Egli infatti, pochi anni prima, alla fine della pretura, ne era diventato governatore.
Quando giunse Tuberone e la sua flotta a Utica, non solo gli impedì ogni accesso al porto e alla città, non permettendogli neppure di sbarcare il figlio malato, ma lo costrinse a levare le ancore e ad allontanarsi. Escluso dal governo della provincia d'Africa, Tuberone si unì a Pompeo in Epiro.
Cesare allora decise di inviare in Africa Gaio Scribonio Curione per cacciare i Pompeiani. Curione aveva però una limitata esperienza militare, nessuna di un comando elevato. Egli prese con sé le tre legioni che si erano arrese a Cesare durante l'assedio di Corfinio.
Curione sbarcò nei pressi di Utica, e sorprese in un primo tempo le legioni di Varo. Un ufficiale di Varo, Sesto Quintilio Varo, che era stato a Corfinium, si appellò alle sue precedenti truppe chiedendo loro di disertare e abbandonare Curione. Le truppe si rifiutarono e, dopo un successo in una scaramuccia di cavalleria, Curione li condusse in un audace attacco in salita. Incoraggiato da questo successo, Curione agì troppo frettolosamente, attaccando quello che credeva essere l'esercito di Giuba I. In realtà il grosso delle forze del re numida si trovavano poco distanti. E così dopo un successo iniziale, le forze di Curione caddero in un'imboscata e furono praticamente annientate. Curione, una volta circondato con i resti delle sue truppe su una collina, morì nel combattimento che seguì. Pochi furono i sopravvissuti, tra i quali lo storico Gaio Asinio Pollione e il futuro console Gaio Caninio Rebilo, che fuggì a Sicilia.
Dopo la battaglia di Farsalo, il resto dei Pompeiani, incluso Catone, scappò in Africa per continuare a resistere. Dopo svariate insistenze da parte di Catone, Varo cedette il proprio comando supremo al consolare Metello Scipione. Il grado che Varo ottenne da quel momento (48 a.C.) fu legatus pro praetore, come attestato epigraficamente.
Nel 46 a.C., Varo divenne comandante della flotta pompeiana. Dopo la sconfitta nella battaglia di Tapso, Varo fuggì in Spagna. Qui fu sconfitto nella battaglia di Carteia in uno scontro navale per opera di Gaio Didio, il comandante della flotta di Cesare, e costretto a raggiungere l'esercito di terra sulla vicina spiaggia. Cadde nella battaglia di Munda. La sua testa, insieme con quella di Tito Labieno, fu presentata a Cesare.